# 184930 Gobbihilda
184930 Gobbihilda è un asteroide della fascia principale. Scoperto nel 2005, presenta un'orbita caratterizzata da un semiasse maggiore pari a 3,9531147 UA e da un'eccentricità di 0,1385427, inclinata di 6,01447° rispetto all'eclittica.
L'asteroide è dedicato a Hilda Gobbi, celebre attrice ungherese.